# JQ (Nulbarich)
JQ（Jeremy Quartus）は、日本のシンガーソングライターである。バンドNulbarichのボーカルである。
2016年、Nulbarichを結成。同年10月5日に初のフルアルバム「Guess Who?」を発売。

## 概要・人物

### 影響
ブラックミュージック、ヒップホップ、ソウルミュージック、ファンクなどを好んでよく聴いている。

### バンド
同バンドは、自身がトータルプロデュースをしている。NulbarichはJQのソロプロジェクトだと勘違いされるが、バンドである。Nulbarichというバンド名は彼が名付けたものであり、「Null（何もない）」けど「Rich（満たされている）」という意味が込められている。
Nulbarichの黒いシルエットのキャラクター「ナルバリくん」はJQをモデルにしている。

### 楽曲スタイル
作詞スタイルはNulbarichの楽曲全般は英詞を中心に時々日本語が組み込まれているのが特徴であるが「英詞を中心に」というルールを決めてるわけでなく、日々言葉をラフスケッチしている中、その楽曲へ導かれた歌詞を当てはめては広げていくことを基本にしている。JQ自身が英詞の中にたまに入ってくる日本語へ耳が惹かれてしまう性格であるため、心地好く英詞を聞き流していたら、突然日本語が耳へ飛び込んでくると、その言葉が強く印象に残るためこの流れをバランスを大事にして作詞をしている。

JQが思う楽曲について、彼は
| 「 | その人が聴いたときに感じた想いや思い出のまま、その人の中へ封じ込められていけば良いこと。 | 」 |

と語っている。

## 参加楽曲
- KREVA「One feat. JQ from Nulbarich」
- 大橋トリオ「La La La feat. JQ from Nulbarich」
- RHYMESTER「Open The Window feat. JQ from Nulbarich」
- Nulbarich「Lights Out feat. Jeremy Quartus」

## 提供楽曲
- CAROLE & TUESDAY 「 Kiss me 」Nulbarich
- mahina 「Lamplighter」
- Omoinotake 「One Day」JQ from Nulbarich Remix
- sankara 「Lemon Man」
- sanKara 「Lullaby」
- Sexy Zone「THE FINEST」
- UA 「蜂蜜とミルク」
- 安田レイ 「It's you」
- DISH// 「QQ」
- いれいす 「Clutch」
- REJAY「Too Late」
- Kis-My-Ft2「Half Baked」

## 出演
- サントリー「ザ・プレミアム・モルツ」CM（2019年）
- DELUXE　CM（2020年）